# Вотланы (Цивильский район)
Вотла́ны (чув. Вутлан) — деревня в Цивильском районе Чувашской Республики. Входит в состав Медикасинского сельского поселения.

## География
Находится в северной части Чувашии на расстоянии приблизительно 18 км на юг по прямой от районного центра города Цивильск.

## История
Известна с 1795 года как выселок села Шигали (ныне в Канашском районе) из 15 дворов. В 1859 году учтено 32 двора, 164 жителя, 1897—231 житель, 1926 — 69 дворов, 317 жителей, 1939—244 жителя, в 1979—180. В 2002 году было 33 двора, 2010 — 32 домохозяйства. В 1964 году в состав Вотланов вошла деревня Пошмаккасы. В период коллективизации образован колхоз «Радио», в 2010 году действовало ООО «ВДС».

## Население
Постоянное население составляло 87 человек (чуваши 90 %) в 2002 году, 75 в 2010.